# Hidrotòrax
L'hidrotòrax és un tipus d'embassament pleural en què s'acumula transsudat a la cavitat pleural. És més probable que aquest trastorn es desenvolupi secundàriament a insuficiència cardíaca congestiva, després d'un augment de la pressió hidroestàtica dins dels pulmons. Més rarament, l'hidrotòrax es pot desenvolupar en el 10% dels pacients amb ascites que s'anomena hidrotòrax hepàtic. Sovint és difícil de tractar-la en la insuficiència hepàtica terminal i sovint no respon a la teràpia.
També es poden desenvolupar embassaments pleurals després de l'acumulació d'altres líquids dins de la cavitat pleural; si el líquid és sang es coneix com a hemotòrax (com en les lesions toràciques greus), si el líquid és pus es coneix com a piotòrax (que resulta d'infeccions toràciques), i si el líquid és limfa es coneix com a quilotòrax (resultat de la ruptura del conducte toràcic).